# Era (музичний проєкт)

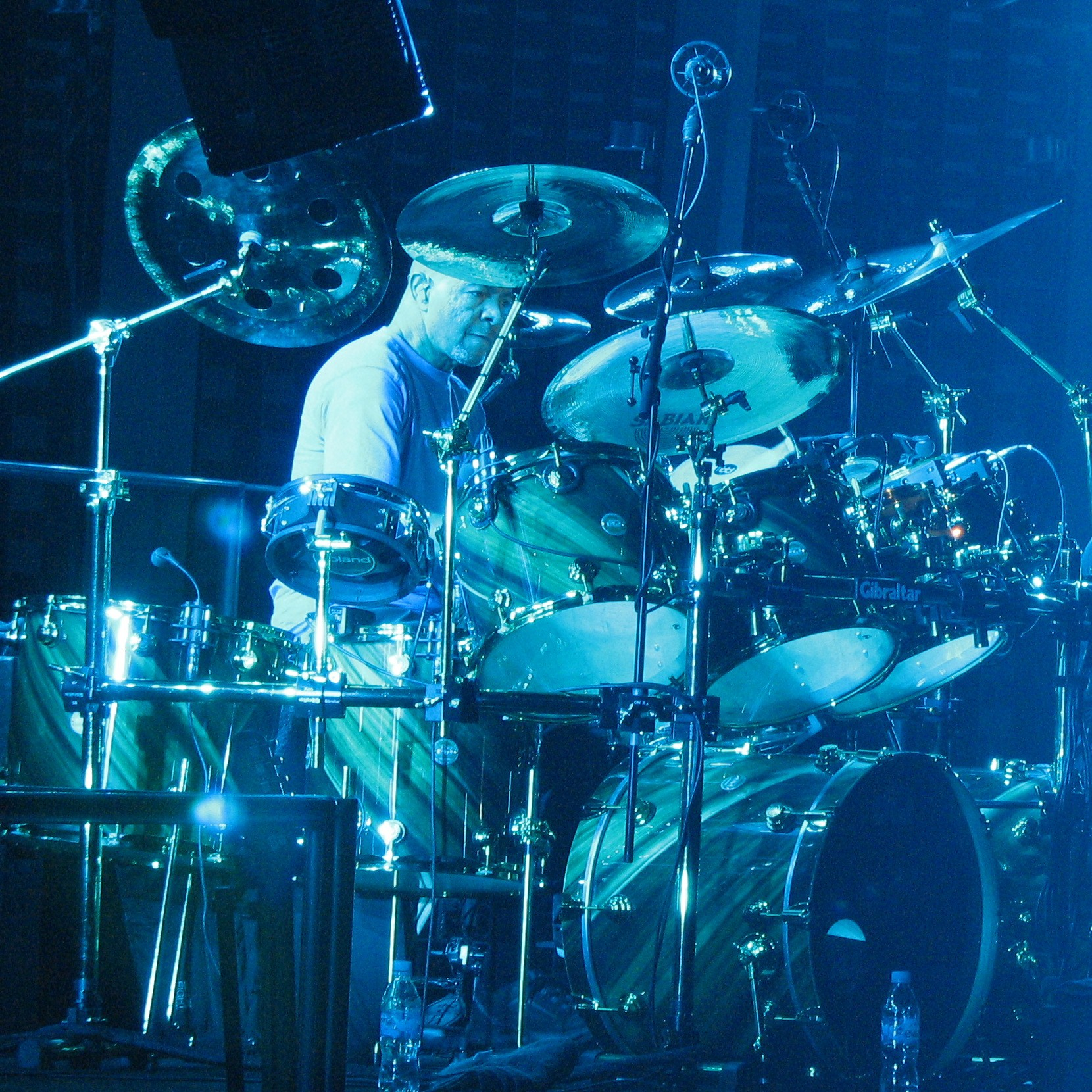
Концерт Genesis на Mellon Arena, Пітсбург, Пенсільванія, США. Честер Томпсон виконує ударний дует із Філом Коллінзом

Era — музичний проєкт, заснований 1997 року французьким композитором та мультиінструменталістом Еріком Леві (фр. Eric Lévi); справжнє ім'я: Ерік-Жак Левісаль (фр. Eric Jacques Levisalles). За час існування групою продано понад 12 мільйонів копій альбомів.

## Історія гурту
З виходом у 1990 році першого альбому гурту Enigma «MCMXC a.D.», стало модним використання хоралів в аранжуваннях пісень. Одним з популярних проєктів, що використовують таку формулу, став проєкт «ERA». Ідейним натхненником, композитором і продюсером групи є Ерік Леві, ім'я якого, окрім «ERA», пов'язане з англомовним рок-гуртом «Shakin' Street», що був відомий у 1980-х роках. Також він є автором саундтреків до декількох фільмів, найвідоміший з яких — фантастична комедія «Прибульці 2. Коридори часу». За часів молодості Ерік Леві захоплювався філософією і традиціями християнської секти катарів, що була поширена у XIII столітті на півдні Франції. ERA містить елементи цієї культури.
Перший успіх до музичного проєкту «Era» прийшов у 1998 році після виходу композиції «Ameno», яка мала шалений успіх у європейських чартах. В результаті того ж 1998 року було записано і видано дебютний сингл проєкту під назвою «Era Limited Edition», і того ж року — дебютний альбом під однойменною назвою. Музика ERA — надприродне поєднання англійського церковного хору, soft (гітарного) року, диско і електроніки. Чудове злиття оркестру з електрогітарою робить музику цікавою і оригінальною. Мелодійна, повільна, а часом досить-таки ритмічна музика і приголомшливий ніжний вокал — це і є «ERA».

## Стиль
Era виконує музику в стилі Нью-ейдж і нагадує звучання таких груп цього стилю як Gregorian, Enigma, Deep Forest. Музика гурту поєднує в собі елементи електроніки, року, григоріанських хоралів та етнічної музики народів світу. Лірика пісень написана псевдо-латиною та англійською. Деякі з них про віровчення французької християнської секти XIII століття — катарів.
У відеокліпах та концертних виступах музиканти часто вдягнені в середньовічний одяг та обладунки. Найчастіше у зйомках кліпів беруть участь актори П'єр Бузірі (фр. Pierre Bouisierie) та Ірен Бустаманте (фр. Irene Bustamante).

Як висловився засновник проєкту: 
Як правило, я намагаюся уникати копіювання музичних стилів, які покладаються на стилі епох і культур; я завжди в пошукові сильних емоцій, таких які супроводжують епічне кіно. Справді, я пишу музику для фільму, який досі не зробив!
Оригінальний текст (англ.)
As a rule, I try to avoid copying musical styles which are imposed by epochs and cultures; I am always on the lookout for strong emotions; the sort that accompany an epic film. In fact, I am writing music for a film which has not yet been made!

## Учасники проєкту
Ерік Леві (фр. Eric Lévi) — засновник, керівник, композитор.
- Guy Protheroe
- Harriet Jay
- Eric Geisen
- Murielle Lefebvre
- Florence Dedam
- Lena Jinnegren
- Liam Gerner
- Racha Rizk
- Andy Caine
- Miriam Grey
- Rita Campbell
- Keith Murrel
- Хор «English Chamber» — ECC

- Lee Sklar
- Chester Thompson
- Philippe Manca
- Neal Wilkinson
- Patrice Tison
- Robbie McIntosh
- Christophe Voisin
- Alex Silva
- Lyle Workman
- Yvan Cassar
- Karl Brazil
- Michel Ayme
- Luke Potaschnick
- Najib

## Дискографія

### Офіційні альбоми
- Era (1998)
- Era 2 (2000)
- The Mass (2003)
- Reborn (2008)
- Classics (2009)
- Classics II (2010)
- Arielle Dombasle by Era (2013)
- The 7th Sword (2017)

### Збірники
- The Very Best of Era (2005)
- The Essential (2010)

### Відеокліпи
- Ameno Remix
- The Mass
- Enae Volare Mezzo
- Misere Mani
- Mother Remix
- Divano
- Infanati
- Looking For Something
- Looking For Something Remix
- Reborn
- Prayers

## Цікаві факти
- Ерік Леві написав саундтрек для французької комедії «Прибульці» (фр. Les Visiteurs, 1993) та «Прибульці 2» (фр. Les Visiteurs II, 1998), композиції з яких пізніше увійшли до альбомів Era.
- Композиція «Mother» (укр. «Мати») була використана в спортивній драмі Сильвестра Сталлоне «Гонщики»
- Era також відома фанам змішаних бойових мистецтв через свою пісню «Enae Volare Mezzo», яку використовує на змаганнях Федора Ємельяненко. Крім того, пісня «Ameno» використовується молодшим братом Федора, Олександром Ємельяненком.
- Дебютний альбом був записаний на студії Abbey Road за участі відомого ударника Честера Томпсона, учасника концертного складу групи «Genesis» та хору під керівництвом Гі Протеро, який звучав на альбомах Вангеліса та Ріка Вейкмана[2]. Звучання «живого» хору на всіх альбомах — одна із головних відмінностей проєкту Era від музики Enigma, де ставка зроблена на використання семплів.
- Першим треком третього альбому «The Mass», стала кавер-версія «O Fortuna», увертюри до кантати «Carmina Burana» Карла Орфа[3].
- 1 липня 2013 року вийшов альбом «Arielle Dombasle by ERA», записаний з французькою співачкою та акторкою Аріель Домбаль[en].

## Сайти
- Французький офіційний сайт
- Англійський офіційний сайт
- Дискографія [Архівовано 11 січня 2012 у Wayback Machine.]
- Неофіційний сайт «Era»
- Фан-сайт
- Польський фан-сайт [Архівовано 11 грудня 2008 у Wayback Machine.]
- Профіль на allmusic.com [Архівовано 11 листопада 2010 у Wayback Machine.]
- Дискографія на Discogs [Архівовано 17 березня 2010 у Wayback Machine.]